# Classement mondial féminin de la FIFA
Le classement mondial féminin de la FIFA est un classement introduit en juillet 2003 afin de permettre une comparaison relative entre les équipes nationales féminines pratiquant le football au niveau mondial.
Ce classement est fondé sur la méthode Elo, celle-là même utilisée pour classer, notamment, les joueurs du jeu d’échecs. Depuis juillet 2018, il en est de même pour le classement mondial masculin, le classement FIFA. Auparavant ce dernier utilisait une autre méthode, qui était contestée. Sans être toutefois officiel, un Classement mondial de football Elo masculin existe depuis 1997.
Contrairement au classement masculin, le classement féminin prend en compte le score des matchs et le lieu des rencontres (à domicile, sur terrain neutre ou chez l'adversaire).
Quatre classements sont publiés chaque année : à la mi-mars, mi-juin, mi-septembre et mi-décembre. Le premier classement publié en juillet 2003 comptait 108 équipes classées ; celui du 13 octobre 2022 en comprend 187.
À sa mise en place, le classement a été mené par les États-Unis à la suite de leur titre olympique, avant d'être remplacés par l'Allemagne qui gardera sa tête durant quatre années entre fin 2003 et début 2007. Début 2007, les États-Unis reprennent la tête de ce classement qu'ils dominent jusque fin 2014, hormis une brève parenthèse allemande après sa victoire en Coupe du monde 2007. Au classement du 19 décembre 2014, l'Allemagne est revenue au sommet de ce classement, mais les Américaines repassent devant après leur victoire lors de la Coupe du monde 2015.

## Mode de Calcul
Depuis son introduction en 2003, le classement se base sur la méthode Elo, l'intégralité des matchs internationaux joués depuis le premier match homologué par la FIFA en 1971 entre la France et les Pays-Bas sont pris en compte dans ce classement.
Le calcul utilisé est le suivant :
{\displaystyle P=PP+C\times (Rr-Re)}
Utilisant les facteurs suivants :
- Les points de l'équipe avant le match (PP)

- Facteur d'importance du match (C) compris entre 1 et 4 multiplié par le coefficient de base attribué par la FIFA fixé à 15
  - 1 pour un match amical (Valeur avec coefficient de base = 15)
  - 2 pour un match amical disputé entre des équipes du top 10 / pour un match de qualification pour la compétition continentale d’une confédération (Valeur avec coefficient de base = 30)
  - 3 pour un match de compétition continentale d’une confédération / pour un match de qualification pour le tournoi olympique ou la Coupe du monde (Valeur avec coefficient de base = 45)
  - 4 pour un match de compétition finale du tournoi olympique / Coupe du monde (Valeur avec coefficient de base = 60)

- Résultat réel (Rr) exprimée sous forme de pourcentage basé sur la différence de buts et le nombre de buts inscrits par l'équipe perdante, ce pourcentage est ensuite converti en valeur décimale compris entre 0 et 1

|                                    | Différence de buts                    |                                       |                                       |                                       |                                       |                                       |                                       |
|                                    | 0                                     | 1                                     | 2                                     | 3                                     | 4                                     | 5                                     | 6 /+                                  |
| Buts marqués par l'équipe perdante | Valeur du résultat réel (pourcentage) | Valeur du résultat réel (pourcentage) | Valeur du résultat réel (pourcentage) | Valeur du résultat réel (pourcentage) | Valeur du résultat réel (pourcentage) | Valeur du résultat réel (pourcentage) | Valeur du résultat réel (pourcentage) |
| 0                                  | 47.0                                  | 15.0                                  | 8.0                                   | 4.0                                   | 3.0                                   | 2.0                                   | 1.0                                   |
| 1                                  | 50.0                                  | 16.0                                  | 8.9                                   | 4.8                                   | 3.7                                   | 2.6                                   | 1.5                                   |
| 2                                  | 51.0                                  | 17.0                                  | 9.8                                   | 5.6                                   | 4.4                                   | 3.2                                   | 2.0                                   |
| 3                                  | 52.0                                  | 18.0                                  | 10.7                                  | 6.4                                   | 5.1                                   | 3.8                                   | 2.5                                   |
| 4                                  | 52.5                                  | 19.0                                  | 11.6                                  | 7.2                                   | 5.8                                   | 4.4                                   | 3.0                                   |
| 5 /+                               | 53.0                                  | 20.0                                  | 12.5                                  | 8.0                                   | 6.5                                   | 5.0                                   | 3.5                                   |

Exemple: Une équipe qui perd 1-2 reçoit 16 points de pourcentage sur les 100 disponibles, l'équipe gagnante elle reçoit les 84 points restants. En valeur décimale, l'équipe perdante recevra 0,16 points et l'équipe gagnante recevra 0,84 points
- Résultat escompté (Re) exprimée avec une formule sous forme de pourcentage basé sur la différence de points au classement entre les deux équipes, la formule est la suivante : {\displaystyle Re={\frac {1}{1+10^{x/2}}}}
  - x : différence de valeur entre les deux équipes, c’est-à-dire x = (PP équipe A – PP équipe B) / 400
  - Afin d'avantager l'équipe jouant à domicile, le classement de l'équipe à domicile est réhaussé de 100 points (qui correspond à une valeur de 64 % pour le résultat escompté {\displaystyle Re} dans le tableau ci-dessous)

Ce pourcentage est ensuite converti en valeur décimale compris entre 0 et 1
Exemple :
| Différence de points au classement | Valeur du résultat escompté en pourcentage | Valeur du résultat escompté convertie en décimale |
| ---------------------------------- | ------------------------------------------ | ------------------------------------------------- |
| + 100                              | 64 %                                       | 0,64                                              |
| + 200                              | 76 %                                       | 0,76                                              |
| + 300                              | 85 %                                       | 0,85                                              |
| - 300                              | 15 %                                       | 0,15                                              |

### Exemple
Dans cet exemple, l'équipe A affronte l'équipe B dans un match de compétition continentale d'une confédération sur terrain neutre et gagne la rencontre 5 à 2 :
|                    | Équipe A | Équipe B |
| ------------------ | -------- | -------- |
| {\displaystyle PP} | 1811,73  | 1725,31  |
| {\displaystyle I}  | 45       | 45       |
| {\displaystyle Rr} | 0,944    | 0,056    |
| {\displaystyle Re} | 0,62187  | 0,37813  |
| Total              | +14,5    | -14,5    |
| {\displaystyle P}  | 1826.23  | 1710.81  |

## Classement mondial

### Top 20 actuel
Le classement mondial féminin FIFA du 7 août 2025 s'établit comme suit :
| Classement | Équipe        | Score total | Points précédents | +/- Positions |
| ---------- | ------------- | ----------- | ----------------- | ------------- |
| 1          | Espagne       | 2066.79     | 2034.34           | 1             |
| 2          | États-Unis    | 2065.06     | 2057.19           | 1             |
| 3          | Suède         | 2025.26     | 1989.21           | 3             |
| 4          | Angleterre    | 2022.64     | 1999.78           | 1             |
| 5          | Allemagne     | 2011.56     | 2030.88           | 2             |
| 6          | France        | 1988.68     | 1941.61           | 4             |
| 7          | Brésil        | 1976.30     | 2004.31           | 3             |
| 8          | Japon         | 1971.05     | 1982.51           | 1             |
| 9          | Canada        | 1967.83     | 1974.46           | 1             |
| 10         | Corée du Nord | 1944.22     | 1944.23           | 1             |
| 11         | Pays-Bas      | 1899.18     | 1926.68           | 0             |
| 12         | Italie        | 1884.32     | 1878.37           | 1             |
| 13         | Norvège       | 1861.98     | 1849.07           | 3             |
| 14         | Danemark      | 1848.31     | 1888.68           | 2             |
| 15         | Australie     | 1835.34     | 1854.17           | 0             |
| 16         | Chine         | 1807.34     | 1801.35           | 1             |
| 17         | Islande       | 1804.32     | 1855.79           | 3             |
| 18         | Colombie      | 1796.71     | 1797.42           | 0             |
| 19         | Autriche      | 1794.41     | 1794.41           | 0             |
| 20         | Belgique      | 1788.87     | 1793.93           | 0             |

### Évolution du top 20
Le tableau suivant retrace l'évolution à chaque fin d'année du top 20 du classement FIFA, lequel est publié quatre fois par an depuis début 2003. 
| Équipe           | 2003 | 2004 | 2005 | 2006 | 2007 | 2008 | 2009 | 2010 | 2011 | 2012 | 2013 | 2014 | 2015 | 2016 | 2017 | 2018 | 2019 | 2020 | 2021 | 2022 | 2023 | 2024 |
| ---------------- | ---- | ---- | ---- | ---- | ---- | ---- | ---- | ---- | ---- | ---- | ---- | ---- | ---- | ---- | ---- | ---- | ---- | ---- | ---- | ---- | ---- | ---- |
| Allemagne        | 1    | 1    | 1    | 1    | 1    | 2    | 2    | 2    | 2    | 2    | 2    | 1    | 2    | 2    | 2    | 2    | 2    | 2    | 3    | 2    | 6    | 3    |
| Angleterre       | 13   | 14   | 12   | 12   | 10   | 10   | 8    | 10   | 8    | 8    | 11   | 6    | 5    | 5    | 3    | 4    | 6    | 6    | 8    | 4    | 4    | 4    |
| Australie        | 16   | 15   | 15   | 15   | 12   | 14   | 14   | 12   | 10   | 9    | 9    | 10   | 9    | 6    | 4    | 6    | 7    | 7    | 11   | 12   | 12   | 15   |
| Autriche         | 47   | 47   | 45   | 43   | 42   | 37   | 39   | 39   | 38   | 32   | 29   | 27   | 27   | 24   | 21   | 23   | 21   | 20   | 21   | 19   | 17   | 18   |
| Belgique         | 27   | 27   | 31   | 33   | 34   | 32   | 29   | 35   | 32   | 27   | 27   | 26   | 28   | 25   | 22   | 21   | 17   | 17   | 20   | 20   | 18   | 19   |
| Brésil           | 6    | 4    | 4    | 6    | 4    | 3    | 3    | 3    | 4    | 4    | 4    | 8    | 7    | 9    | 8    | 10   | 9    | 8    | 7    | 9    | 11   | 7    |
| Canada           | 11   | 11   | 13   | 11   | 9    | 11   | 12   | 9    | 7    | 7    | 7    | 9    | 11   | 4    | 5    | 5    | 8    | 9    | 6    | 6    | 10   | 6    |
| Chine            | 5    | 6    | 9    | 9    | 13   | 13   | 13   | 13   | 18   | 17   | 18   | 13   | 17   | 13   | 16   | 15   | 15   | 15   | 19   | 14   | 19   | 17   |
| Corée du Nord    | 7    | 8    | 6    | 5    | 6    | 5    | 5    | 6    | 9    | 9    | 10   | 7    | 6    | 10   | 11   | 11   | 11   | –    | 10   | 10   | 9    | 9    |
| Corée du Sud     | 25   | 26   | 23   | 23   | 25   | 22   | 21   | 18   | 16   | 16   | 17   | 17   | 18   | 18   | 14   | 14   | 20   | 18   | 18   | 15   | 20   | 20   |
| Danemark         | 8    | 7    | 8    | 8    | 8    | 7    | 10   | 14   | 12   | 13   | 13   | 16   | 15   | 15   | 12   | 17   | 16   | 14   | 14   | 18   | 13   | 12   |
| Écosse           | 30   | 29   | 29   | 26   | 26   | 25   | 24   | 24   | 22   | 23   | 20   | 21   | 21   | 21   | 23   | 20   | 22   | 21   | 23   | 25   | 25   | 24   |
| Espagne          | 20   | 20   | 20   | 20   | 20   | 20   | 20   | 19   | 17   | 18   | 15   | 15   | 14   | 14   | 13   | 12   | 13   | 12   | 9    | 7    | 1    | 2    |
| États-Unis       | 2    | 2    | 2    | 2    | 2    | 1    | 1    | 1    | 1    | 1    | 1    | 2    | 1    | 1    | 1    | 1    | 1    | 1    | 1    | 1    | 2    | 1    |
| Finlande         | 19   | 16   | 16   | 16   | 16   | 17   | 16   | 16   | 20   | 19   | 23   | 23   | 24   | 28   | 28   | 28   | 28   | 25   | 28   | 31   | 27   | 26   |
| France           | 9    | 9    | 7    | 7    | 7    | 8    | 9    | 8    | 6    | 5    | 5    | 3    | 3    | 3    | 6    | 3    | 4    | 3    | 4    | 5    | 3    | 11   |
| Islande          | 17   | 18   | 19   | 21   | 21   | 19   | 18   | 17   | 15   | 15   | 19   | 20   | 19   | 20   | 20   | 22   | 18   | 16   | 16   | 16   | 15   | 14   |
| Italie           | 10   | 10   | 10   | 13   | 14   | 12   | 11   | 11   | 11   | 11   | 12   | 14   | 13   | 16   | 17   | 16   | 14   | 13   | 15   | 17   | 14   | 13   |
| Japon            | 14   | 13   | 11   | 10   | 11   | 9    | 6    | 5    | 3    | 3    | 3    | 4    | 4    | 7    | 9    | 8    | 10   | 10   | 13   | 11   | 8    | 8    |
| Norvège          | 3    | 3    | 3    | 3    | 5    | 6    | 7    | 7    | 12   | 12   | 8    | 12   | 10   | 11   | 14   | 13   | 12   | 11   | 12   | 13   | 16   | 16   |
| Nouvelle-Zélande | 21   | 21   | 22   | 24   | 23   | 24   | 23   | 23   | 24   | 21   | 16   | 18   | 16   | 19   | 19   | 19   | 23   | 22   | 22   | 24   | 30   | 32   |
| Pays-Bas         | 15   | 17   | 17   | 18   | 18   | 17   | 17   | 15   | 14   | 14   | 14   | 11   | 12   | 12   | 7    | 7    | 3    | 4    | 5    | 8    | 7    | 10   |
| Tchéquie         | 22   | 22   | 21   | 19   | 19   | 21   | 25   | 25   | 26   | 25   | 26   | 30   | 33   | 33   | 34   | 31   | 28   | 27   | 24   | 28   | 28   | 29   |
| Russie           | 12   | 12   | 14   | 14   | 15   | 15   | 15   | 20   | 19   | 20   | 21   | 21   | 22   | 23   | 25   | 25   | 24   | 23   | 25   | 26   | 26   | 27   |
| Suède            | 4    | 5    | 5    | 4    | 3    | 4    | 4    | 4    | 5    | 6    | 6    | 5    | 8    | 8    | 10   | 9    | 5    | 5    | 2    | 3    | 5    | 5    |
| Suisse           | 28   | 30   | 27   | 29   | 28   | 26   | 26   | 26   | 25   | 26   | 22   | 19   | 20   | 17   | 17   | 18   | 19   | 19   | 17   | 21   | 22   | 23   |
| Ukraine          | 18   | 19   | 18   | 17   | 17   | 16   | 19   | 21   | 23   | 22   | 24   | 24   | 23   | 26   | 27   | 24   | 27   | 24   | 35   | 33   | 33   | 35   |

### Bilan par nation
| Équipe     | Premier | Deuxième | Troisième |
| ---------- | ------- | -------- | --------- |
| États-Unis | 15      | 7        | 0         |
| Allemagne  | 6       | 13       | 2         |
| Espagne    | 1       | 1        | 0         |
| Suède      | 0       | 1        | 2         |
| France     | 0       | 0        | 6         |
| Norvège    | 0       | 0        | 4         |
| Brésil     | 0       | 0        | 3         |
| Japon      | 0       | 0        | 3         |
| Angleterre | 0       | 0        | 1         |
| Pays-Bas   | 0       | 0        | 1         |

## Classement par confédérations

### Afrique (zone CAF)

#### Classement général
Le tableau suivant retrace le classement des dix meilleures sélections de la Confédération africaine de football (CAF) depuis 1993 d'après leurs points au classement mondial FIFA établi en fin d'année civile.
Les équipes présentes avec un tiret sont soit inactives au moment de la publication du classement, soit inexistantes.
| Équipe         | 2003 | 2004 | 2005 | 2006 | 2007 | 2008 | 2009 | 2010 | 2011 | 2012 | 2013 | 2014 | 2015 | 2016 | 2017 | 2018 | 2019 | 2020 | 2021 | 2022 | 2023 | 2024 |
| -------------- | ---- | ---- | ---- | ---- | ---- | ---- | ---- | ---- | ---- | ---- | ---- | ---- | ---- | ---- | ---- | ---- | ---- | ---- | ---- | ---- | ---- | ---- |
| Afrique du Sud | 4    | 4    | 4    | 4    | 5    | 3    | 3    | 3    | 5    | 5    | 4    | 5    | 5    | 5    | 5    | 3    | 3    | 3    | 3    | 2    | 2    | 2    |
| Algérie        | 10   | 5    | 5    | 6    | 3    | 5    | 4    | 8    | 8    | 9    | –    | 7    | 7    | 9    | –    | 8    | 9    | 9    | 9    | 9    | 12   | 12   |
| Angola         | 7    | 8    | 8    | 15   | 12   | 13   | –    | 14   | 13   | –    | –    | –    | –    | –    | –    | –    | 15   | 16   | 23   | 24   | 28   | 30   |
| Cameroun       | 6    | 7    | 7    | 10   | 9    | 9    | 7    | 5    | 4    | 2    | 2    | 3    | 2    | 3    | 3    | 2    | 2    | 2    | 2    | 3    | 5    | 6    |
| Congo          | –    | 14   | 14   | 19   | –    | 12   | 10   | –    | –    | –    | –    | –    | 12   | 14   | –    | 11   | 10   | –    | 14   | 14   | 15   | 15   |
| Côte d'Ivoire  | –    | –    | –    | 5    | 6    | 7    | –    | 7    | –    | 6    | 6    | 6    | 6    | 6    | –    | 5    | 5    | 5    | 5    | 5    | 7    | 7    |
| Égypte         | –    | –    | 3    | 7    | 8    | –    | 8    | 10   | 9    | 10   | –    | 10   | 9    | 10   | 6    | –    | –    | –    | 12   | 13   | 13   | 13   |
| Éthiopie       | 17   | 13   | 13   | 17   | 15   | 16   | –    | 17   | 12   | 14   | 10   | 13   | 14   | 15   | 9    | 14   | 13   | 13   | 18   | 18   | 17   | 18   |
| Ghana          | 2    | 2    | 2    | 2    | 2    | 2    | 2    | 2    | 2    | 3    | 3    | 2    | 3    | 2    | 2    | 4    | 4    | 4    | 4    | 4    | 4    | 5    |
| Guinée équ.    | –    | –    | –    | 12   | 11   | 6    | 5    | 4    | 3    | 4    | 5    | 4    | 4    | 4    | 4    | 6    | 6    | –    | 6    | 6    | 10   | 10   |
| Mali           | 5    | 6    | 6    | 8    | 7    | 10   | 9    | 12   | 10   | 12   | –    | 12   | 13   | 13   | 7    | 9    | 8    | 8    | 10   | 11   | 9    | 9    |
| Maroc          | 3    | 3    | –    | 3    | 4    | 4    | –    | 6    | 6    | 7    | 7    | 8    | 8    | 8    | –    | 7    | 7    | 7    | 8    | 7    | 3    | 3    |
| Nigeria        | 1    | 1    | 1    | 1    | 1    | 1    | 1    | 1    | 1    | 1    | 1    | 1    | 1    | 1    | 1    | 1    | 1    | 1    | 1    | 1    | 1    | 1    |
| Rép. du Congo  | 8    | 11   | 11   | 16   | 14   | 15   | –    | 15   | 14   | 15   | 11   | –    | –    | –    | –    | –    | 12   | 12   | 15   | 15   | 14   | 14   |
| Sénégal        | 11   | 9    | 9    | 9    | 10   | 11   | –    | 11   | –    | 11   | 8    | 11   | 10   | 11   | –    | 10   | –    | 10   | 11   | 12   | 11   | 11   |
| Tunisie        | –    | –    | –    | 11   | –    | 8    | 6    | 9    | 7    | 8    | –    | 9    | –    | 7    | –    | –    | –    | 6    | 7    | 8    | 8    | 8    |
| Zambie         | 13   | 16   | 16   | 23   | 18   | 19   | –    | 19   | 17   | 19   | 14   | 16   | 17   | 18   | 10   | 13   | 11   | 11   | 13   | 10   | 6    | 4    |
| Zimbabwe       | 9    | 10   | 10   | 14   | 13   | 14   | –    | 13   | 11   | 13   | 9    | 12   | 11   | 12   | 8    | 12   | 14   | 15   | 16   | 19   | 19   | 20   |

#### Bilan par nation
| Équipe             | Premier | Deuxième | Troisième |
| ------------------ | ------- | -------- | --------- |
| Nigeria            | 22      | 0        | 0         |
| Ghana              | 0       | 12       | 3         |
| Cameroun           | 0       | 7        | 4         |
| Afrique du Sud     | 0       | 3        | 7         |
| Maroc              | 0       | 0        | 5         |
| Algérie            | 0       | 0        | 1         |
| Égypte             | 0       | 0        | 1         |
| Guinée équatoriale | 0       | 0        | 1         |

### Amérique du Nord, Centrale et Caraïbes (Zone CONCACAF)

#### Classement général
Le tableau suivant retrace le classement des dix meilleures sélections de la Confédération de football d'Amérique du Nord, d'Amérique centrale et des Caraïbes (CONCACAF) depuis 2003 d'après leurs points au classement mondial FIFA établi en fin d'année civile.
Les équipes présentes avec un tiret sont soit inactives au moment de la publication du classement, soit inexistantes.
| Équipe                 | 2003 | 2004 | 2005 | 2006 | 2007 | 2008 | 2009 | 2010 | 2011 | 2012 | 2013 | 2014 | 2015 | 2016 | 2017 | 2018 | 2019 | 2020 | 2021 | 2022 | 2023 | 2024 |
| ---------------------- | ---- | ---- | ---- | ---- | ---- | ---- | ---- | ---- | ---- | ---- | ---- | ---- | ---- | ---- | ---- | ---- | ---- | ---- | ---- | ---- | ---- | ---- |
| Canada                 | 2    | 2    | 2    | 2    | 2    | 2    | 2    | 2    | 2    | 2    | 2    | 2    | 2    | 2    | 2    | 2    | 2    | 2    | 2    | 2    | 2    | 2    |
| Costa Rica             | 5    | 5    | 5    | 5    | 5    | 5    | –    | 4    | 4    | 4    | 4    | 4    | 4    | 4    | 4    | 4    | 4    | 4    | 4    | 4    | 5    | 5    |
| Cuba                   | –    | –    | –    | –    | –    | –    | 4    | 12   | 10   | 9    | –    | 11   | 10   | 9    | –    | 11   | 10   | 10   | 11   | 11   | 11   | 13   |
| États-Unis             | 1    | 1    | 1    | 1    | 1    | 1    | 1    | 1    | 1    | 1    | 1    | 1    | 1    | 1    | 1    | 1    | 1    | 1    | 1    | 1    | 1    | 1    |
| Guatemala              | 9    | 9    | 9    | 9    | 9    | –    | –    | 7    | 7    | 7    | 8    | 9    | 8    | 7    | –    | 9    | 9    | 9    | 9    | 9    | 9    | 9    |
| Guyana                 | –    | –    | –    | –    | –    | –    | –    | 8    | 9    | –    | –    | –    | 9    | 8    | –    | 10   | –    | –    | 10   | 10   | 10   | 11   |
| Haïti                  | 6    | 6    | 6    | 6    | 6    | 6    | –    | 6    | 6    | 6    | 6    | 6    | 6    | 5    | –    | 8    | 7    | 7    | 7    | 6    | 6    | 6    |
| Honduras               | 10   | 12   | 12   | 12   | –    | –    | –    | 11   | 13   | 12   | 10   | 13   | –    | –    | –    | –    | 14   | 14   | 14   | 16   | 16   | 16   |
| Jamaïque               | 8    | 8    | 8    | 8    | 8    | 8    | –    | –    | –    | –    | –    | 8    | 7    | 6    | –    | 5    | 5    | 5    | 5    | 5    | 4    | 4    |
| Mexique                | 3    | 3    | 3    | 3    | 3    | 3    | 3    | 3    | 3    | 3    | 3    | 3    | 3    | 3    | 3    | 3    | 3    | 3    | 3    | 3    | 3    | 3    |
| Nicaragua              | 13   | 16   | 16   | 17   | 12   | 11   | –    | 14   | 15   | 13   | 11   | 15   | 14   | 14   | 7    | 16   | 15   | 15   | 15   | 14   | 15   | 15   |
| Panama                 | 7    | 7    | 7    | 7    | 7    | 7    | –    | –    | –    | –    | 7    | 7    | –    | –    | –    | 6    | 6    | 6    | 6    | 7    | 7    | 7    |
| Porto Rico             | 19   | 18   | 18   | 19   | 15   | 13   | -    | 15   | 14   | -    | -    | 16   | 13   | 13   | -    | 13   | 12   | 12   | 12   | 12   | 12   | 10   |
| République dominicaine | 17   | 15   | 15   | 10   | 10   | 9    | –    | 9    | 8    | 8    | –    | 10   | 11   | 11   | –    | 14   | 11   | 11   | 13   | 13   | 14   | 14   |
| Salvador               | 14   | 13   | 13   | 16   | 13   | 12   | –    | 13   | 11   | 10   | 9    | 12   | 12   | 10   | 6    | 12   | 13   | 13   | 16   | 15   | 13   | 12   |
| Suriname               | 11   | 10   | 10   | 13   | 11   | 10   | –    | 10   | 12   | 11   | –    | 14   | –    | –    | –    | 15   | 16   | 16   | 17   | 18   | 17   | 17   |
| Trinité-et-Tobago      | 4    | 4    | 4    | 4    | 4    | 4    | –    | 5    | 5    | 5    | 5    | 5    | 5    | –    | 5    | 7    | 8    | 8    | 8    | 8    | 8    | 8    |

#### Bilan par nation
| Équipe     | Premier | Deuxième | Troisième |
| ---------- | ------- | -------- | --------- |
| États-Unis | 22      | 0        | 0         |
| Canada     | 0       | 22       | 0         |
| Mexique    | 0       | 0        | 22        |

### Amérique du Sud (zone CONMEBOL)

#### Classement général
Le tableau suivant retrace le classement des dix meilleures sélections de la Confédération sud-américaine de football (CONMEBOL) depuis 2003 d'après leurs points au classement mondial FIFA établi en fin d'année civile.
Les équipes présentes avec un tiret sont soit inactives au moment de la publication du classement, soit inexistantes.
| Équipe    | 2003 | 2004 | 2005 | 2006 | 2007 | 2008 | 2009 | 2010 | 2011 | 2012 | 2013 | 2014 | 2015 | 2016 | 2017 | 2018 | 2019 | 2020 | 2021 | 2022 | 2023 | 2024 |
| --------- | ---- | ---- | ---- | ---- | ---- | ---- | ---- | ---- | ---- | ---- | ---- | ---- | ---- | ---- | ---- | ---- | ---- | ---- | ---- | ---- | ---- | ---- |
| Argentine | 3    | 3    | 3    | 2    | 2    | 2    | 2    | 2    | 3    | 3    | –    | 3    | 3    | –    | 3    | 3    | 3    | 3    | 3    | 3    | 3    | 3    |
| Bolivie   | 10   | 10   | 10   | 10   | 10   | –    | 8    | 10   | 10   | –    | –    | 10   | 10   | –    | 7    | 10   | 9    | –    | 10   | 10   | 10   | 10   |
| Brésil    | 1    | 1    | 1    | 1    | 1    | 1    | 1    | 1    | 1    | 1    | 1    | 1    | 1    | 1    | 1    | 1    | 1    | 1    | 1    | 1    | 1    | 1    |
| Chili     | 5    | 15   | 5    | 6    | 6    | –    | 5    | 4    | 4    | 4    | –    | 4    | 4    | –    | 4    | 4    | 4    | 4    | 4    | 4    | 4    | 4    |
| Colombie  | 2    | 2    | 4    | 4    | 4    | –    | 3    | 3    | 2    | 2    | 2    | 2    | 2    | 2    | 2    | 2    | 2    | 2    | 2    | 2    | 2    | 2    |
| Équateur  | 6    | 6    | 6    | 5    | 5    | 3    | 6    | 5    | 5    | –    | –    | 5    | 6    | –    | –    | 7    | –    | 7    | 7    | 7    | 7    | 8    |
| Paraguay  | 7    | 7    | 7    | 8    | 8    | 4    | –    | 7    | 7    | –    | –    | 6    | 5    | –    | –    | 5    | 5    | 5    | 5    | 5    | 5    | 5    |
| Pérou     | 4    | 4    | 2    | 3    | 3    | –    | 4    | 6    | 6    | –    | –    | 7    | 7    | –    | 5    | 8    | 7    | –    | 8    | 9    | 9    | 9    |
| Uruguay   | 8    | 8    | 8    | 7    | 7    | 4    | –    | 8    | 8    | 5    | 3    | 9    | 9    | –    | –    | 9    | 8    | 8    | 9    | 8    | 8    | 7    |
| Venezuela | 9    | 9    | 9    | 9    | 9    | –    | 7    | 9    | 9    | –    | –    | 8    | 8    | 3    | 6    | 6    | 6    | 6    | 6    | 6    | 6    | 6    |

#### Bilan par nation
| Équipe    | Premier | Deuxième | Troisième |
| --------- | ------- | -------- | --------- |
| Brésil    | 22      | 0        | 0         |
| Colombie  | 0       | 16       | 2         |
| Argentine | 0       | 5        | 15        |
| Pérou     | 0       | 1        | 2         |
| Équateur  | 0       | 0        | 1         |
| Uruguay   | 0       | 0        | 1         |
| Venezuela | 0       | 0        | 1         |

### Asie (zone AFC)

#### Classement général
Le tableau suivant retrace le classement des dix meilleures sélections de la Confédération asiatique de football (AFC) depuis 2003 d'après leurs points au classement mondial FIFA établi en fin d'année civile.
Les équipes présentes avec un tiret sont soit inactives au moment de la publication du classement, soit inexistantes.
| Équipe         | 2003 | 2004 | 2005 | 2006 | 2007 | 2008 | 2009 | 2010 | 2011 | 2012 | 2013 | 2014 | 2015 | 2016 | 2017 | 2018 | 2019 | 2020 | 2021 | 2022 | 2023 | 2024 |
| -------------- | ---- | ---- | ---- | ---- | ---- | ---- | ---- | ---- | ---- | ---- | ---- | ---- | ---- | ---- | ---- | ---- | ---- | ---- | ---- | ---- | ---- | ---- |
| Australie      | –    | –    | –    | 4    | 3    | 4    | 4    | 3    | 3    | 2    | 2    | 3    | 3    | 1    | 1    | 1    | 1    | 1    | 2    | 3    | 3    | 3    |
| Birmanie       | 8    | 8    | 8    | 9    | 9    | 9    | 9    | 9    | 10   | 10   | 10   | 9    | 10   | 10   | 10   | 9    | 10   | 9    | 10   | 9    | 11   | 11   |
| Chine          | 1    | 1    | 2    | 2    | 4    | 3    | 3    | 4    | 5    | 5    | 5    | 4    | 4    | 4    | 5    | 5    | 4    | 3    | 5    | 4    | 4    | 4    |
| Corée du Nord  | 2    | 2    | 1    | 1    | 1    | 1    | 1    | 2    | 2    | 3    | 3    | 2    | 2    | 3    | 3    | 3    | 3    | –    | 1    | 1    | 2    | 2    |
| Corée du Sud   | 5    | 5    | 4    | 5    | 5    | 5    | 5    | 5    | 4    | 4    | 4    | 5    | 5    | 5    | 4    | 4    | 5    | 4    | 4    | 5    | 5    | 5    |
| Inde           | 10   | 10   | 10   | 11   | 12   | 11   | –    | 13   | 11   | 11   | 11   | 10   | 11   | 12   | 13   | 12   | 11   | 10   | 11   | 12   | 13   | 13   |
| Iran           | –    | –    | –    | –    | 11   | 10   | 11   | 12   | 12   | 12   | 13   | –    | 13   | –    | 12   | 11   | 14   | –    | 14   | 13   | 12   | 12   |
| Japon          | 3    | 3    | 3    | 3    | 2    | 2    | 2    | 1    | 1    | 1    | 1    | 1    | 1    | 2    | 2    | 2    | 2    | 2    | 3    | 2    | 1    | 1    |
| Jordanie       | –    | –    | –    | 12   | 13   | –    | 12   | 11   | 13   | 13   | 12   | 11   | 12   | 11   | 11   | 10   | 12   | –    | 12   | 14   | 14   | 14   |
| Ouzbékistan    | 9    | 9    | 9    | 10   | 10   | –    | 10   | 10   | 8    | 8    | 9    | –    | 9    | 9    | 8    | –    | 9    | 8    | 9    | 10   | 9    | 10   |
| Philippines    | 15   | 15   | 15   | 16   | 18   | 16   | 17   | -    | 19   | 19   | 17   | 14   | 17   | 14   | 15   | 13   | 13   | 11   | 13   | 11   | 7    | 7    |
| Taipei chinois | 4    | 4    | 5    | 6    | 6    | 7    | 8    | 8    | 9    | 9    | 8    | 8    | 8    | 8    | 9    | 8    | 8    | 7    | 8    | 7    | 8    | 8    |
| Thaïlande      | 6    | 6    | 7    | 8    | 7    | 8    | 7    | 6    | 6    | 6    | 7    | 6    | 7    | 6    | 6    | 6    | 7    | 6    | 7    | 8    | 10   | 9    |
| Viêt Nam       | 7    | 7    | 6    | 7    | 8    | 6    | 6    | 7    | 7    | 7    | 6    | 7    | 6    | 7    | 7    | 7    | 6    | 5    | 6    | 6    | 6    | 6    |

#### Bilan par nation
| Équipe        | Premier | Deuxième | Troisième |
| ------------- | ------- | -------- | --------- |
| Japon         | 8       | 9        | 5         |
| Corée du Nord | 7       | 8        | 6         |
| Australie     | 5       | 3        | 8         |
| Chine         | 2       | 2        | 3         |

### Europe (zone UEFA)

#### Classement général
Le tableau suivant retrace le classement des dix meilleures sélections de l'Union des associations européennes de football (UEFA) depuis 2003 d'après leurs points au classement mondial FIFA établi en fin d'année civile.
Les équipes présentes avec un tiret sont soit inactives au moment de la publication du classement, soit inexistantes.
| Équipe     | 2003 | 2004 | 2005 | 2006 | 2007 | 2008 | 2009 | 2010 | 2011 | 2012 | 2013 | 2014 | 2015 | 2016 | 2017 | 2018 | 2019 | 2020 | 2021 | 2022 | 2023 | 2024 |
| ---------- | ---- | ---- | ---- | ---- | ---- | ---- | ---- | ---- | ---- | ---- | ---- | ---- | ---- | ---- | ---- | ---- | ---- | ---- | ---- | ---- | ---- | ---- |
| Allemagne  | 1    | 1    | 1    | 1    | 1    | 1    | 1    | 1    | 1    | 1    | 1    | 1    | 1    | 1    | 1    | 1    | 1    | 1    | 2    | 1    | 5    | 2    |
| Angleterre | 8    | 8    | 7    | 6    | 6    | 6    | 4    | 5    | 4    | 4    | 5    | 4    | 3    | 3    | 2    | 3    | 5    | 5    | 5    | 3    | 3    | 3    |
| Belgique   | 16   | 16   | 19   | 20   | 20   | 19   | 17   | 20   | 18   | 17   | 17   | 16   | 17   | 15   | 13   | 12   | 10   | 11   | 12   | 12   | 12   | 12   |
| Danemark   | 4    | 4    | 5    | 5    | 5    | 4    | 6    | 7    | 6    | 7    | 7    | 9    | 9    | 8    | 6    | 9    | 9    | 9    | 8    | 10   | 7    | 7    |
| Espagne    | 13   | 13   | 13   | 13   | 13   | 13   | 13   | 11   | 10   | 10   | 9    | 8    | 8    | 7    | 7    | 6    | 7    | 7    | 6    | 5    | 1    | 1    |
| Finlande   | 12   | 9    | 9    | 9    | 9    | 10   | 9    | 9    | 12   | 11   | 14   | 14   | 15   | 17   | 17   | 17   | 18   | 17   | 17   | 20   | 18   | 17   |
| France     | 5    | 5    | 4    | 4    | 4    | 5    | 5    | 4    | 3    | 2    | 2    | 2    | 2    | 2    | 3    | 2    | 3    | 2    | 3    | 4    | 2    | 6    |
| Islande    | 10   | 11   | 12   | 14   | 14   | 12   | 11   | 10   | 9    | 9    | 10   | 11   | 10   | 11   | 11   | 13   | 11   | 10   | 10   | 8    | 9    | 9    |
| Italie     | 6    | 6    | 6    | 7    | 7    | 7    | 7    | 6    | 5    | 5    | 6    | 7    | 7    | 9    | 9    | 8    | 8    | 8    | 9    | 9    | 8    | 8    |
| Norvège    | 2    | 2    | 2    | 2    | 3    | 3    | 3    | 3    | 6    | 6    | 4    | 6    | 5    | 5    | 8    | 7    | 6    | 6    | 7    | 7    | 10   | 10   |
| Pays-Bas   | 9    | 10   | 10   | 11   | 11   | 10   | 10   | 8    | 8    | 8    | 8    | 5    | 6    | 6    | 4    | 4    | 2    | 3    | 4    | 6    | 6    | 5    |
| Russie     | 7    | 7    | 8    | 8    | 8    | 8    | 8    | 12   | 11   | 12   | 12   | 12   | 13   | 13   | 15   | 16   | 15   | 15   | 16   | 17   | 17   | 18   |
| Suède      | 3    | 3    | 3    | 3    | 2    | 2    | 2    | 2    | 2    | 3    | 3    | 3    | 4    | 4    | 5    | 5    | 4    | 4    | 1    | 2    | 4    | 4    |
| Suisse     | 17   | 18   | 16   | 17   | 17   | 16   | 16   | 16   | 15   | 16   | 13   | 10   | 11   | 10   | 9    | 10   | 12   | 12   | 11   | 13   | 14   | 14   |
| Ukraine    | 11   | 12   | 11   | 10   | 10   | 9    | 12   | 13   | 14   | 13   | 15   | 15   | 14   | 16   | 16   | 15   | 16   | 16   | 22   | 22   | 22   | 23   |

#### Bilan par nation
| Équipe     | Premier | Deuxième | Troisième |
| ---------- | ------- | -------- | --------- |
| Allemagne  | 19      | 2        | 0         |
| Espagne    | 2       | 0        | 0         |
| Suède      | 1       | 6        | 7         |
| France     | 0       | 8        | 4         |
| Norvège    | 0       | 4        | 4         |
| Angleterre | 0       | 1        | 6         |
| Pays Bas   | 0       | 1        | 1         |

### Océanie (zone OFC)

#### Classement général
Le tableau suivant retrace le classement des dix meilleures sélections de la Confédération du football d'Océanie (OFC) depuis 2003 d'après leurs points au classement mondial FIFA établi en fin d'année civile.
Les équipes présentes avec un tiret sont soit inactives au moment de la publication du classement, soit inexistantes.
| Équipe             | 2003 | 2004 | 2005 | 2006 | 2007 | 2008 | 2009 | 2010 | 2011 | 2012 | 2013 | 2014 | 2015 | 2016 | 2017 | 2018 | 2019 | 2020 | 2021 | 2022 | 2023 | 2024 |
| ------------------ | ---- | ---- | ---- | ---- | ---- | ---- | ---- | ---- | ---- | ---- | ---- | ---- | ---- | ---- | ---- | ---- | ---- | ---- | ---- | ---- | ---- | ---- |
| Australie          | 1    | 1    | 1    | –    | –    | –    | –    | –    | –    | –    | –    | –    | –    | –    | –    | –    | –    | –    | -    | -    | -    | -    |
| Fidji              | 5    | 5    | 5    | 4    | 4    | 4    | –    | 4    | 4    | 4    | –    | –    | 3    | 3    | –    | 3    | 3    | 3    | 3    | 3    | 3    | 3    |
| îles Cook          | 8    | 8    | 8    | 7    | 9    | 9    | –    | 7    | 8    | 8    | –    | 4    | 6    | 6    | –    | 8    | 7    | 7    | 7    | 9    | 9    | 9    |
| Nouvelle-Calédonie | –    | –    | –    | –    | –    | –    | –    | –    | 7    | 7    | –    | –    | 5    | 5    | –    | 5    | 5    | 5    | 5    | 7    | 6    | 7    |
| Nouvelle-Zélande   | 2    | 2    | 2    | 1    | 1    | 1    | 1    | 1    | 1    | 1    | 1    | 1    | 1    | 1    | 1    | 1    | 1    | 1    | 1    | 1    | 1    | 1    |
| Papouasie-N.Guinée | 4    | 4    | 4    | 3    | 2    | 2    | –    | 2    | 2    | 2    | –    | 2    | 2    | 2    | –    | 2    | 2    | 2    | 2    | 2    | 2    | 2    |
| Salomon            | –    | –    | –    | –    | 6    | 6    | –    | 6    | 6    | 6    | –    | –    | 7    | 7    | –    | 9    | 9    | 9    | 9    | 6    | 7    | 4    |
| Samoa              | 9    | 9    | 9    | 8    | 7    | 7    | –    | –    | 10   | 10   | –    | –    | 8    | 8    | –    | 10   | 8    | 8    | 8    | 5    | 5    | 6    |
| Samoa américaines  | –    | –    | –    | –    | 8    | 8    | –    | –    | 11   | 11   | –    | –    | –    | –    | –    | 11   | 11   | 11   | 11   | 11   | 11   | 11   |
| Tahiti             | 7    | 7    | 7    | 6    | 5    | 5    | –    | 5    | 5    | 5    | –    | –    | –    | –    | –    | 6    | 6    | 6    | 6    | 8    | 8    | 8    |
| Tonga              | 3    | 3    | 3    | 2    | 3    | 3    | –    | 3    | 3    | 3    | –    | 3    | 4    | 4    | –    | 4    | 4    | 4    | 4    | 4    | 4    | 5    |
| Vanuatu            | 6    | 6    | 6    | 5    | –    | –    | –    | 8    | 9    | 9    | –    | –    | –    | –    | –    | 7    | 10   | 10   | 10   | 10   | 10   | 10   |

#### Bilan par nation
| Équipe             | Premier | Deuxième | Troisième |
| ------------------ | ------- | -------- | --------- |
| Nouvelle-Zélande   | 19      | 0        | 0         |
| Australie          | 3       | 0        | 0         |
| Papouasie-N.Guinée | 0       | 15       | 1         |
| Tonga              | 0       | 1        | 9         |
| Fidji              | 0       | 0        | 9         |